# Edmond Durandeau
Pour les articles homonymes, voir Durandeau.
Edmond Durandeau, né le 30 mars 1878 à Angoulême et mort le 18 juin 1960 à Hendaye, est un architecte français dont l'essentiel des réalisations se trouvent dans les Pyrénées-Atlantiques et les Landes.

## Biographie
Marcel Edmond Durandeau, naît le 30 mars 1878 à Angoulême dans le département de le  Charente, fils de Barthélemy Durandeau, boulanger, et de Catherine Videau, couturière. Il épouse Berthe Berson le 17 octobre 1910 à Versailles.
En 1898, il est l'élève, à l'École des beaux-arts de Bordeaux, de Louis Labbé, puis, à l'École des Beaux-Arts de Paris, de Georges Scellier de Gisors et de Louis Bernier, il obtient son diplôme le 11 juin 1908.
Il est architecte dans le 9e arrondissement de Paris en 1914, puis à Hendaye-Plage dans les Pyrénées-Atlantiques entre 1931 et 1951, agréé par le ministère de la Reconstruction et de l'Urbanisme (MRU) pour les Basses-Pyrénées. Au lendemain de la Seconde Guerre mondiale, il est chargé de dresser un état des lieux des conséquences de l'Occupation allemande sur le château d'Abbadia et ses collections.
Une grande partie de sa carrière, il l'effectue en collaboration avec Henry Martinet, d'abord en travaillant sur différents projets comme une chaîne d’hôtel à Saint-Nectaire dans le Puy-de-Dôme et ensuite sur le projet, mené par Henry Martinet, de fondation de la station balnéaire d'Hendaye-Plage. Les premières villas qu'il conçoit avant 1918 sont dessinées dans son cabinet d'architecte de Paris, puis il s'installe à Hendaye. 
Il est l'architecte de nombreuses villas sur la Côte basque et dans les Landes.
Il meurt le 18 juin 1960 à Hendaye dans le département des Pyrénées-Atlantiques.

## Réalisations architecturales
L'essentiel des réalisations d'Edmond Durandeau se situe dans les Pyrénées-Atlantiques et les Landes :
- la villa dite Maison Rouge à Hendaye, inscrit MH en novembre 1993[4] ;
- le tombeau de la famille Durandeau à Urrugne[5].

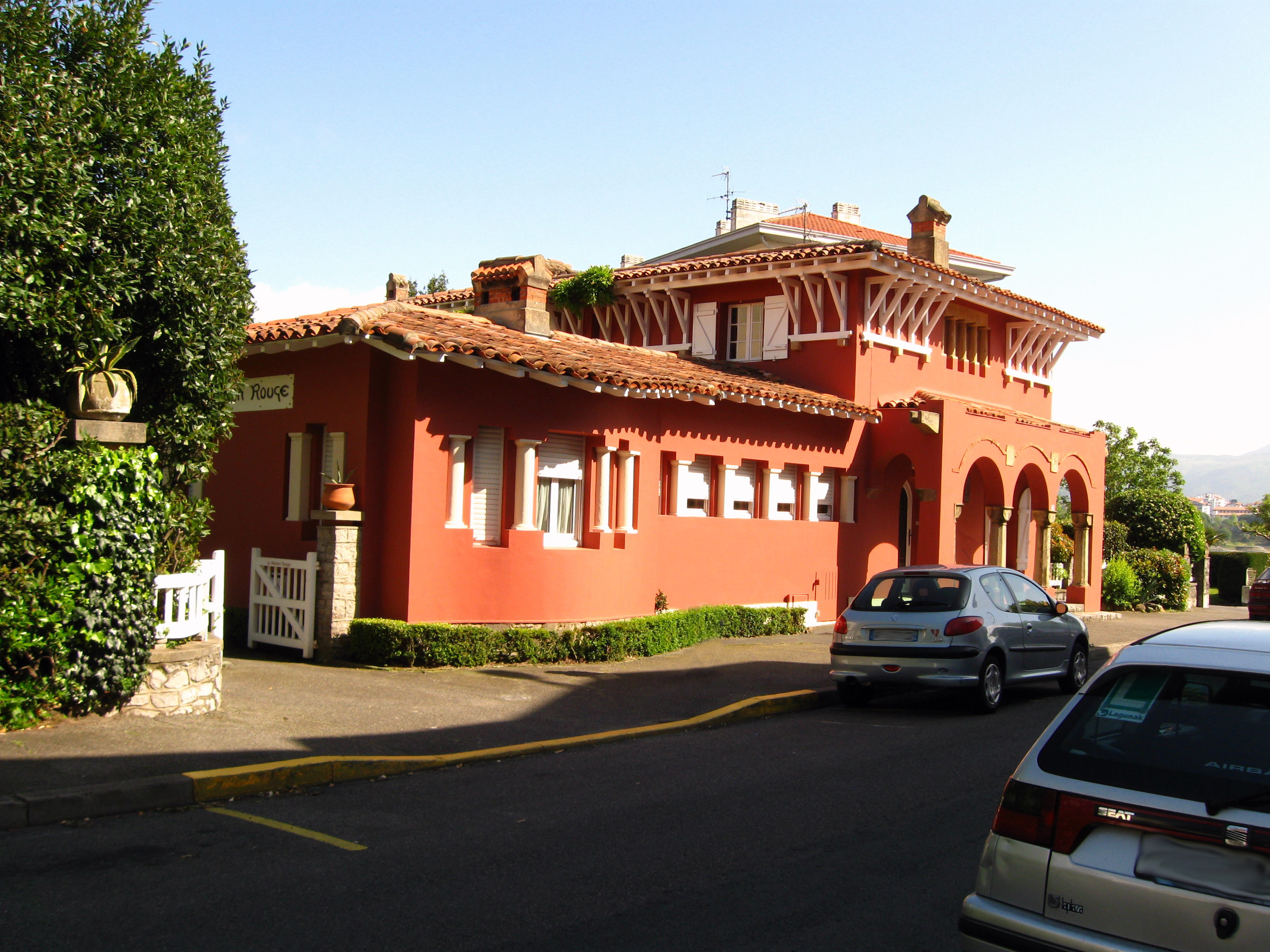
Maison Rouge.

## Distinctions
Edmond Durandeau est nommé chevalier de l'ordre national de la Légion d'honneur par décret du 5 novembre 1931 et décoré de la croix de guerre 1914-1918,.

## Pour approfondir